# Savigny-sur-Braye

Savigny-sur-Braye este o comună în departamentul Loir-et-Cher, Franța. În 1 ianuarie 2022 avea o populație de 1.960 de locuitori.